# آرثر (فلم)
آرثر (بالإنجليزية: Arthur) هو فيلم كوميدي تم إنتاجه في الولايات المتحدة وصدر في سنة 1981.

## طاقم التمثيل
- دادلي مور
- ليزا مينيلي
- جون غيلغد
- جيرالدين فيتزجيرالد
- جيل إكنبيري
- ستيفن إليوت

### ترشيحات وجوائز
| السنة | الحدث  | الفئة      | النتيجة |
| ----- | ------ | ---------- | ------- |
|       | أوسكار | أفضل أغنية | فوز     |

## الميزانية والإيرادات
بلغت تكلفة إنتاج الفيلم حوالي 7 ملايين دولار بينما حقق أرباحا تقدر بـ 95,461,682 دولار.

## وصلات خارجية
- مقالات تستعمل روابط فنية بلا صلة مع ويكي بيانات